# Haßloch

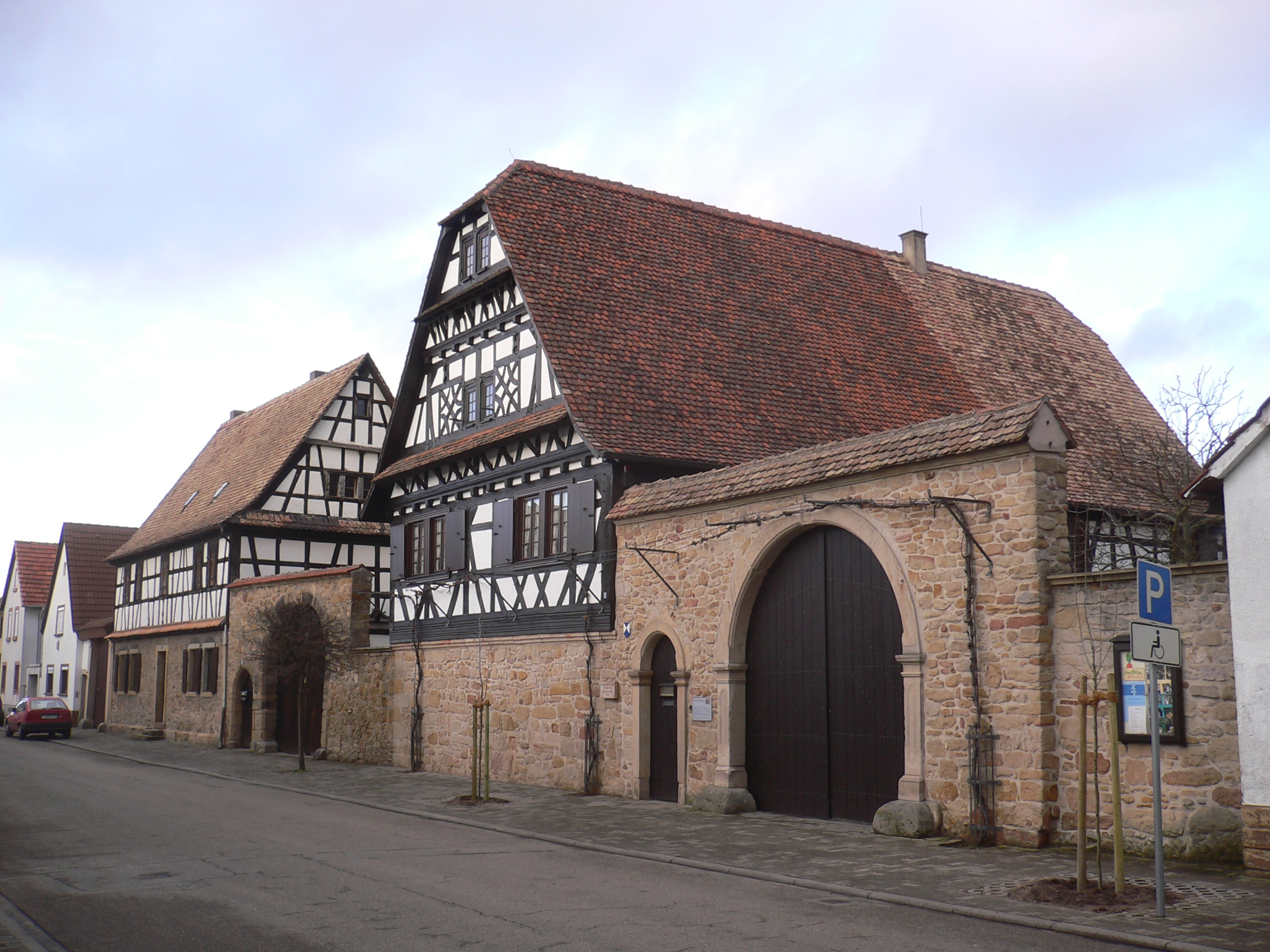
Algunas de las casas más antiguas de Hassloch. La de la derecha es de 1599

Haßloch (o Hassloch) es un municipio en el Distrito de Bad Dürkheim, en Renania-Palatinado, Alemania.
A diferencia de la mayoría de municipios del distrito, no pertenece a ningún Verbandsgemeinde (un tipo de municipalidad que incluye varios núcleos urbanos y que es común en la zona). 
- Datos: Q664857
- Multimedia: Haßloch / Q664857

1. ↑  Worldpostalcodes.org, código postal n.º 67454.